# Pieter Arie Hendrik de Boer
Pieter Arie Hendrik de Boer (* 14. Juni 1910 in Woubrugge; † 5. August 1989 in Oegstgeest) war ein niederländischer reformierter Theologe. 

## Leben
Pieter Arie Hendrik war der Sohn des Hendrik de Boer (* 1872 in Workum) und Maria Maat (* 1873 in Koudekerk). Er hatte das städtische Gymnasium in Leiden besucht und 1928 an der Universität Leiden ein Studium der Theologie und semitische Literatur begonnen. Am 16. August 1936 wurde er reformierter Pfarrer in dem Dorf Berkenwoude und promovierte am 20. Mai 1938 unter Bernardus Dirks Eerdmans mit dem Thema Research into the text of I Samuel I-XVI. A contribution to the study of the Books of Samuel (deutsch: Erforschung im Text von Samuel 1-14. Ein Beitrag zum Studium der Bücher Samuel) zum Doktor der Theologie. Am 5. August 1938 wurde er auf die Leidener Professur des alten Testaments, der jüdischen Geschichte und Literatur berufen, welche Aufgabe er am 10. Januar desselben Jahres antrat und am 11. November des Jahres die Einführungsrede Het Koningschap in Oud-Israel (deutsch: Das Königtum im alten Israel) übernahm. 
In der Phase der deutschen Besetzung der Niederlande (1940–1945) im Zweiten Weltkrieg, legte er am 1. Juni 1942 seine Professur nieder, welche er nach Beendigung desselben am 4. September 1945 wieder erhielt. Im Mittelpunkt de Boers Arbeiten standen Studien zum Alten Testament. 1939 wurde aufgrund seiner Initiative die Oudtestamentisch Werkgezelschap in Nederland (OTW) gegründet, seit 1942 arbeitete er als Redakteur der Zeitschrift Oud-Testamentische Studiën und seit 1951 als Redakteur der internationalen Zeitschrift Vetus Testamentum. Im Akademiejahr 1956/57 wurde er Rektor der Alma Mater, wozu er am 8. Februar 1957 die Rektoratsrede Jeremia's twijfel (deutsch: Jeremias Zweifel) hielt. De Boer wurde Ritter des Ordens vom niederländischen Löwen, er wurde Ehrendoktor der University of St Andrews und der University of Cambridge. Am 1. Oktober 1978 wurde er aus seiner Professur emeritiert und verbrachte seine letzten Lebensjahre in Oegstgeest. 

## Familie
De Boer verheiratete sich am 3. August 1936 in Woubrugge mit Johanna Anthonia Kroes (* 30. August 1912 in Woubrugge; † 20. Dezember 1991 in Oegstgeest), die Tochter des Frederik Kroes und dessen Frau Anthonia Kwakernaak. Aus der Ehe stammen Kinder. Von diesen kennt man:
- Henno de Boer
- W. Marjo J. de Boer verh. April 1966 in Oegstgeest mit Hans Gerhard Avé Lallemant (* 2. Mai 1938)
- Lietje A. W. J. de Boer verh. mit Rein Leijen
- Ruurd M. de Boer verh. Trees Moll
- Piet J. de Boer verh. mit Leny M. C. Hoogteiling
- Wies J. L. de Boer verh. mit Gerard Bottenheft

## Werke (Auswahl)
- Gedenken und Gedächtnis in der Welt des Alten Testaments. Stuttgart 1962
- Research into the text of I Samuel I-XVI. A contribution to the study of the Books of Samuel. Amsterdam 1938
- Het koningschap in oud-Israel. Amsterdam 1938
- De boodschap van het Oude Testament. Assen 1940; 1946
- Genesis II en III. Het verhaal van den hof in Eden. Leiden 1941
- Kain en Abel, Genesis IV 1-16. Haarlem 1942
- De voorbede in het Oude Testament. Leiden 1943
- Onze spelregels. 2. Aufl. Leiden 1951
- Gods beloften over land en volk in het Oude Testament. Delft 1955
- Second-Isaiah's message. Leiden 1956
- Jeremia's twijfel. Leiden 1957
- Achtergronden van de huidige wereldcrisis. Leiden 1957
- De Zoon van God in het Oude Testament. Leiden 1958
- Voorbede in het Oude Testament. 1958
- Phoenix bijbelpockets. Bijbelcommentaren voor de moderne mens. Hilversum 1962–1967
- Zoals er gezegd is over de uittocht. Zeist 1962
- Zoals er gezegd is over Jozef en de aartsvaders. Zeist 1962
- Zoals er gezegd is over het paradijs. Zeist 1962
- Zoals er gezegd is over de intocht (Jozua). Zeist 1963
- Zoals er gezegd is over de Richteren. Zeist 1963
- Zoals er gezegd is over de woestijn. Zeist 1963
- Zoals er gezegd is over de profeten der ballingschap. Zeist 1964
- Zoals er gezegd is over Jesaja. Zeist 1964
- Zoals er gezegd is over Koningen en Kronieken. Zeist 1964
- Zoals er gezegd is over de psalmen. Zeist 1965
- Zoals er gezegd is over Job. Hilversum 1965
- Zoals er gezegd is over de opbouw na de ballingschap. Zeist 1965
- Zoals er gezegd is over Daniël. Hilversum 1966
- Zoals er gezegd is over de wijsheid. Hilversum 1966
- Fatherhood and motherhood in Israelite and Judean piety. Leiden 1974
- Geloof, eens en voor altijd gegeven of een mogelijke gift in iedere tijd? 1976
- Liber Samuelis = Sefer Šěmūʾel. Stuttgart 1976
- Honderd jaar "Uit Egypte...". Leidse opstellen over de scheiding tussen kerk en staat aan de openbare theologische faculteit. Leiden 1979
- Religieuze aspecten van het Palestijnse vraagstuk. Leiden 1982, Katwijk 1983